# Pentoniscus vargasae
Pentoniscus vargasae là một loài chân đều trong họ Philosciidae. Loài này được Leistikow miêu tả khoa học năm 1998.